# Jaume Padrós Selma
Jaume Padrós Selma (Barcelona, 2 de abril de 1959) es un médico y político español. 
Estudió medicina en la Facultad de Medicina de la Universidad de Barcelona  y se doctoró en la Universitat Autònoma de Barcelona. Especialista en Medicina Familiar, Medicina del Trabajo y máster en gerontología. Fue uno de los fundadores de la Joventut Nacionalista de Catalunya, la organización juvenil de Convergencia Democrática de Cataluña y uno de los refundadores del sindicato de estudiantes universitario Federació Nacional d'Estudiants de Catalunya  (FNEC) del que fue vicepresidente. Fue diputado en el Parlamento de Cataluña (1989-1995), siendo el ponente, entre otras, de la Ley de Ordenación Sanitaria de Cataluña o de la creación del Instituto Catalan del Voluntariado. También fue cofundador del primer Banco de Alimentos del Estado español y fue impulsor del Programa de la Renda Mínima de Inserción de la Generalidad de Cataluña. Pertenece al Servicio Médico del Fútbol Club Barcelona, con dedicación sanitaria en exclusiva a los trabajadores del club.

Desde 2014 es presidente del Colegio Oficial de Médicos de Barcelona (COMB), del que también fue secretario y vicepresidente primero. Además de su actividad profesional como médico, ha destacado por ser el impulsor de programas sobre la salud de los médicos y otros profesionales sanitarios a través de la  Fundación Galatea, de la que fue su presidente y del Programa de Atención Integral al Médico Enfermo (PAIME). Es miembro fundador de la  European Association for Physician Health (EAPH).[cita requerida] Ha sido coautor de numerosos trabajos y artículos sobre sus especialidades. Es de ideología independentista. 
El Gobierno de la Generalidad de Cataluña le concedió la Medalla Trueta al mérito sanitario en 2016 y la Creu de Sant Jordi el 11 de abril del 2017.